# Reel FX Creative Studios
 (mai 2022).
Le contenu est difficilement compréhensible vu les erreurs de traduction, qui sont peut-être dues à l'utilisation d'un logiciel de traduction automatique.
 (avril 2022).
La mise en forme du texte ne suit pas les recommandations de Wikipédia : il faut le « wikifier ».
Les points d'amélioration suivants sont les cas les plus fréquents. Le détail des points à revoir est peut-être précisé sur la page de discussion.
- Les titres sont pré-formatés par le logiciel. Ils ne sont ni en capitales, ni en gras.
- Le texte ne doit pas être écrit en capitales (les noms de famille non plus), ni en gras, ni en italique, ni en « petit »…
- Le gras n'est utilisé que pour surligner le titre de l'article dans l'introduction, une seule fois.
- L'italique est rarement utilisé : mots en langue étrangère, titres d'œuvres, noms de bateaux, etc.
- Les citations ne sont pas en italique mais en corps de texte normal. Elles sont entourées par des guillemets français : « et ».
- Les listes à puces sont à éviter, des paragraphes rédigés étant largement préférés. Les tableaux sont à réserver à la présentation de données structurées (résultats, etc.).
- Les appels de note de bas de page (petits chiffres en exposant, introduits par l'outil «  Source ») sont à placer entre la fin de phrase et le point final[comme ça].
- Les liens internes (vers d'autres articles de Wikipédia) sont à choisir avec parcimonie. Créez des liens vers des articles approfondissant le sujet. Les termes génériques sans rapport avec le sujet sont à éviter, ainsi que les répétitions de liens vers un même terme.
- Les liens externes sont à placer uniquement dans une section « Liens externes », à la fin de l'article. Ces liens sont à choisir avec parcimonie suivant les règles définies. Si un lien sert de source à l'article, son insertion dans le texte est à faire par les notes de bas de page.
- La présentation des références doit suivre les conventions bibliographiques. Il est recommandé d'utiliser les modèles {{Ouvrage}}, {{Chapitre}}, {{Article}}, {{Lien web}} et/ou {{Bibliographie}}. Le mode d'édition visuel peut mettre en forme automatiquement les références.
- Insérer une infobox (cadre d'informations à droite) n'est pas obligatoire pour parachever la mise en page.

Pour une aide détaillée, merci de consulter Aide:Wikification.
Si vous pensez que ces points ont été résolus, vous pouvez retirer ce bandeau et améliorer la mise en forme d'un autre article.
Reel FX Creative Studios (également connu sous le nom de Reel FX Animation Studios pour les longs métrages d'animation internes ou simplement Reel FX ) est un studio d'animation informatique américain basé à Dallas, au Texas, à Hollywood, au Californie et à Montréal. Le studio développe et produit des longs métrages d'animation primés, des courts métrages et du contenu de parcs à thème. Son premier long métrage d'animation original, Drôles de dindes, est sorti en 2013 et a rapporté plus de 110 millions de dollars dans le monde, malgré des critiques négatives. Son deuxième film, La Légende de Manolo, est sorti en 2014 avec des critiques très positives et a reçu plusieurs nominations, dont les nominations pour le meilleur long métrage d'animation des Golden Globe's, les Critics 'Choice Awards, les Producers Guild Awards et les Annie Awards. Rumble, le troisième film original de Reel FX et une coproduction avec Paramount Animation, est sorti le 15 décembre 2021.
Le studio fait également de l'animation pour d'autres studios, dont UglyDolls pour STX Entertainment et Scooby! pour Warner Animation Group.

## Histoire
Reel FX a été fondé en 1996 par Jonathan Keeton et Simon Mowbray.
En 2006, Reel FX embauche de nombreux employés du studio DNA Productions, qui est en voie de fermeture.
En mars 2007, Reel FX a acquis Radium, un studio numérique californien fondé en 1996 par Jonathan Keeton et Simon Mowbray. Dans le cadre de l'acquisition, le studio s'est renommé en 2010 en Radium / Reel FX, et en février 2012 en Reel FX. Depuis 2007, Reel FX présente le Texas Avery Animation Award, créé par le studio pour "célébrer l'accomplissement de carrière dans l'animation". Le prix, qui porte le nom de l'animateur et dessinateur né au Texas Tex Avery, est décerné chaque année au Festival international du film de Dallas sous la forme d'un casting en bronze du personnage d'Avery's Wolf.
En décembre 2010, il a été annoncé que Reel FX avait produit un film 3D sans titre avec le producteur Andrew Adamson et le Cirque du Soleil. En janvier 2012, Paramount Pictures a annoncé qu'elle avait acquis les droits mondiaux du film, désormais intitulé Worlds Away réalisé par Adamson et produit par James Cameron. En octobre 2012, The Hollywood Reporter a révélé le lien entre Reel FX et le long métrage de 2012, Les Cinq Légendes . (Le film est basé sur le court métrage de Reel FX, The Man in the Moon, réalisé par William Joyce et Brandon Oldenburg aux Reel FX Creative Studios. Il est également basé sur la série de livres de Joyce, The Guardians of Childhood.)

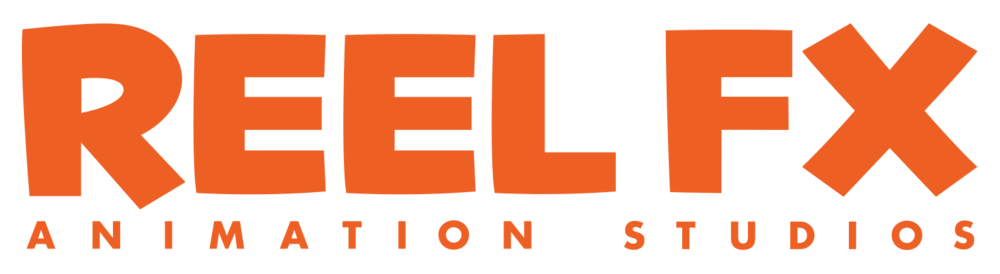
À partir de Drôles de dindes en 2013, tous les longs métrages internes de Reel FX sont sortis sous sa bannière Reel FX Animation Studios.

De 2009 à 2013, Reel FX a réalisé son premier long métrage d'animation original Drôles de dindes. Initialement intitulé Turkeys  et prévu pour la sortie de 2014, mais il a été reporté au 1er novembre 2013. Jimmy Hayward a réalisé le film, qui raconte l'histoire de deux dindes qui voyagent dans le temps pour empêcher leur espèce d'être le repas traditionnel de Thanksgiving. En février 2012, le studio a annoncé un nouveau film d'animation CG, La Légende de Manolo, réalisé par Jorge R. Gutierrez et produit par Guillermo del Toro. Il est décrit comme une "histoire d'amour à la Roméo et Juliette sur fond de jour des morts en Mexique". En décembre 2012, il a été rapporté que le studio s'était associé à 20th Century Fox Animation pour produire le film, et prévu pour le 3 octobre 2014, mais il a été repoussé au 17 octobre. Rumble, leur troisième film original, réalisé par Hamish Grieve et coproduit avec Paramount est sorti le 15 décembre 2021.

## Filmographie

### Productions originales

#### Films sortis
| # | Titre                | Date de sortie    | Coproduction avec                                                             | Directeurs         | Budget                 | Brut                      | Rotten Tomatoes | Metacritic |
| - | -------------------- | ----------------- | ----------------------------------------------------------------------------- | ------------------ | ---------------------- | ------------------------- | --------------- | ---------- |
| 1 | Drôles de dindes     | 1er novembre 2013 | Relativity Media Fonds de film Reel FX                                        | Jimmy Hayward      | 55 millions de dollars | 110,4 millions de dollars | 19%             | 38         |
| 2 | La Légende de Manolo | 17 octobre 2014   | 20th Century Fox Animation (non crédité) Châtrone Mexopolis (non crédité)     | Jorge R. Gutierrez | 50 millions de dollars | 99,8 millions de dollars  | 82%             | 67         |
| 3 | Rumble               | 15 décembre 2021  | Paramount Animation WWE Studios Walden Media New Republic Pictures Paramount+ | Hamish Grieve      | NC                     | NC                        | 43%             | 48         |

#### En développement
| # | Titre               | Coproduction avec | Directeurs         | Service Animations |
| - | ------------------- | ----------------- | ------------------ | ------------------ |
| 5 | Kung Fu Space Punch |                   | Jorge R. Gutierrez |                    |

#### Courts métrages
- Les Aventures de Chuy (2015) [14]

### En tant que service d'animation

#### Longs métrages
| #   | Titre                         | Date de sortie                                                  | Coproduction avec                                                            | Directeurs                                       |
| --- | ----------------------------- | --------------------------------------------------------------- | ---------------------------------------------------------------------------- | ------------------------------------------------ |
| 1   | The Wild                      | 14 avril 2006                                                   | CORE Digital Pictures Walt Disney Pictures                                   | Steve Williams                                   |
| 2   | Everyone's Hero               | 15 septembre 2006                                               | IDT Entertainment 20th Century Fox                                           | Christophe Reeve Colin Brady Daniel Saint-Pierre |
| 3   | Les Rebelles de la forêt 2    | 24 septembre 2008 (Afrique du Sud) 27 janvier 2009 (États-Unis) | Sony Pictures Animation Sony Pictures Home Entertainment                     | Matthew O'Callaghan Todd Wilderman               |
| 4   | Les Rebelles de la forêt 3    | 21 octobre 2010 (Afrique du Sud) 25 janvier 2011 (États-Unis)   | Sony Pictures Animation Sony Pictures Home Entertainment                     | Cody Cameron                                     |
| 5   | Cirque du Soleil: Worlds Away | 21 décembre 2012                                                | Paramount Pictures Cirque du Soleil Strange Weather Films Cameron Pace Group | Andrew Adamson                                   |
| 6   | Rock Dog                      | 24 février 2017                                                 | Summit Entertainment Huayi Brothers                                          | Cendre Brannon                                   |
| 7   | Sherlock Gnomes               | 23 mars 2018                                                    | Paramount Animation MGM Rocket Pictures Mikros Image                         | Jean Stevenson                                   |
| 8   | UglyDolls                     | 3 mai 2019                                                      | STX Entertainment Alibaba Pictures Troublemaker Studios Huaxia               | Kelly Asbury                                     |
| 9   | Scoob!                        | 15 mai 2020 ,                                                   | Warner Bros. Warner Animation Group                                          | Tony Cervone                                     |
| dix | Retour dans l'Outback         | 10 décembre 2021                                                | Weed Road Pictures Netflix                                                   | Claire Chevalier Harry Cripps                    |

#### Films
- GI Joe: Troupes d'espionnage (2003)
- GI Joe : Courage contre. Venin (2004)
- Action Man: X Missions - Le film (2005)
- Boz : Couleurs et Formes (2006)
- Boz: Aventures en imagination (2006)
- Le tout premier Noël (2006)
- Merci Dieu pour les BO-Z et les 1-2-3 ! (2007)
- Commencez à chanter avec Boz (2008)
- Contes du cargo noir (2009)

#### Séries
- No Activity (saison 4 ; assistance à l'animation avec ATK PLN pour Flight School Studio) [19]
- Super Giant Robot Brothers

#### Spéciaux
- Jonah Sing-Along Songs et plus encore ! (2002; avec Big Idea Productions )
- Halloweentown High (2004)
- L'Âge de glace : Un Noël de mammouths (2011; avec 20th Century Fox Animation et Blue Sky Studios )
- Aunt Fanny's Tour of Booty (2005; co-animé avec Blue Sky Studios ) [20],[21]
- L'homme dans la lune (2005) [22]
- Kung Fu Panda : Les Secrets des cinq cyclones (2008)
- Looney Tunes : (avec Warner Bros. Pictures et Warner Bros. Animations)
  - Wile E. Coyote et short Road Runner : 
    - Cavalier enragé (2010)
    - Fourrure de vol (2010)
    - Chutes Coyote (2010)
    - Flash dans la douleur (2014) [23],[24]

  - JZ'ai cru voir un 'rominet (2011)
  - La Rhapsodie de Daffy (2012) [23]
- Meilleurs amis :
  - Meilleurs amis: Boot Camp (2017) [25]
  - Best Fiends: Visitez Minutia (2017) [26]
  - Meilleurs démons : Fort des coups durs (2018) [27]
  - Best Fiends: La grande journée de Baby Slug (2018) [28]
  - Meilleurs amis : le cadeau d'Howie (2019) [29]
  - Meilleurs amis : l'aventure de Temper (2019) [30]
  - Best Fiends: Le cafard immortel (2019) [31]
  - Best Fiends: Le combat avant Noël (2019) [32]
  - Meilleurs démons: King Slug Industries (2020) [33]

#### Attractions du parc à thème
- The Simpsons Ride (2008; co-animé avec Blur Studio)
- Despicable Me: Minion Mayhem (2012) [34]

#### Mondes virtuels
- Webosaurs
- Baby Bottle Pop[35]

#### Logos de fabrication
- Relativity Media (2013)
- Paramount Animation (2019; coproduit avec ATK PLN) [36]
- Warner Bros. Animation

## Collaborations
- Mass Animation - Musique live